# Teleavia

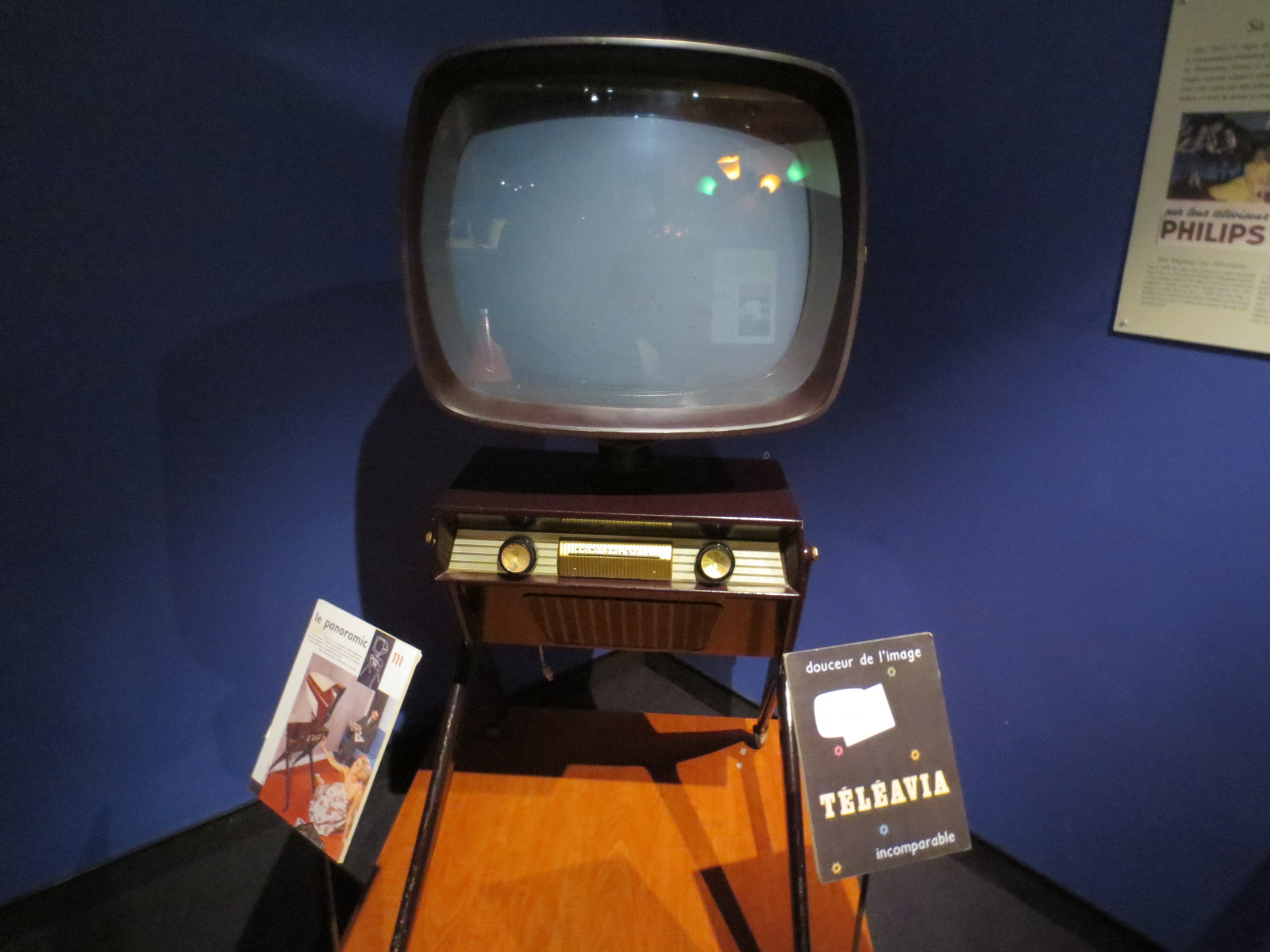
Un receptor Teleavia de 1957, diseñado por Philippe Charbonneaux

Teleavia fue un fabricante italiano de televisores de mediados del siglo XX, posteriormente absorbido por Thomson SA.
La marca conocida sobre todo por los innovadores diseños de televisores creados por el diseñador francés Roger Tallon en los años 1950 y 1960. El modelo de 1968 diseñado por Tallon, denominado Portavia 111, fue el aparato más fotografiado del año.
Tallon diría posteriormente para explicacar el éxito y la longevidad de sus diseños:

"La belleza es el simple resultado de un trabajo bien hecho. Una forma no necesita ser hermosa, pero sí ser buena, buena porque es lógica, práctica y hace su trabajo".

El lema de la marca, de 1963, era "TELEAVIA, el diseño también importa".

## Centro Pompidou
El Centro Pompidou exhibe un receptor Teleavia Panoramic 111, diseñado por Philippe Charbonneaux.